# Pantaflix
Die PAL Next AG (ehemals Pantaflix AG (Eigenschreibweise PANTAFLIX; bis 14. August 2017: Pantaleon Entertainment AG)) mit Sitz in München ist ein börsennotiertes deutsches Medienunternehmen, das sich in erster Linie auf die Produktion und Vermarktung von Kinofilmen spezialisiert hat. Zu den Geschäftstätigkeiten der PAL Next AG und ihrer Tochtergesellschaften zählen die Entwicklung und Produktion von Filmen sowie der Verwertung der Rechte an diesen. 

## Geschichte
Im Jahr 2009 gründeten Dan Maag, Marco Beckmann und Matthias Schweighöfer die Pantaleon Entertainment GmbH mit Sitz in Berlin und Zweigniederlassungen in Frankfurt am Main und München. Im Jahr 2014 wurde die Pantaleon Entertainment GmbH in eine Aktiengesellschaft umgewandelt. So firmierte das Unternehmen vom 30. Juli 2014 bis zum 14. August 2017 unter dem Namen Pantaleon Entertainment AG. Seit dem 14. August 2017 firmiert das Unternehmen als Pantaflix AG mit Sitz in München. Im August 2024 wurde das Unternehmen in die PAL Next AG umfirmiert.

## Unternehmensstruktur

### Pantaflix Technologies

Logo des VOD-Diensts

Die Pantaflix Technologies GmbH mit Sitz in Berlin, welche im Jahr 2016 gegründet wurde, betrieb die Video-on-Demand-Plattform Pantaflix. Der Streamingdienst ermöglichte es Filmemachern und Rechteinhabern, ihre Produktionen via dem Tool Pantaflix Pro direkt hochzuladen und zu verwalten – dadurch waren die Filme weltweit, also auch außerhalb des Heimatmarktes, verfügbar, und die Rechteinhaber waren an jeder Ausleihe direkt beteiligt. Neben Studioinhalten von unter anderem Disney, Warner und Studiokanal, die der Nutzer gegen ein Entgelt ausleihen konnte, bot PANTAFLIX außerdem kostenlose Filme und Serien an, für die sich der User nicht registrieren musste. Durch offizielle Verträge mit verschiedenen Vertrieben war das Streamen dieser Inhalte komplett legal, da diese werbefinanziert waren. Die Plattform war in 68 Ländern der Welt auf vier verschiedenen Sprachen verfügbar. Zum 31. Dezember 2023 wurde die Streaming-Plattform eingestellt.

### Pantaleon Films
Die Pantaleon Films GmbH mit Sitz in München und Berlin ist in dem Unternehmen für die Realisierung von eigenen TV- und Kinofilm-Produktionen zuständig. Seit 2013 produziert das Unternehmen Filme wie Frau Ella, Vaterfreuden und What a Man.

### Storybook Studios
Die Storybook Studios GmbH (zuvor March & Friends GmbH) mit Sitz in München ist das erste Filmstudio, das sich vollumfänglich auf den Einsatz von generativer KI-Technologien fokussiert hat. Mit Spacevets veröffentlichte Storybook Studios im August 2024 die weltweit erste, umfassende mit künstlicher Intelligenz produzierte Animationsserie mit einem vollkommenen einzigartigen Look.